# Boye Ahrens
Hans Tete Boye Ahrens (geboren 1. Januar 1876 in Tating; gestorben mutmaßlich Anfang der 1950er Jahre) war ein deutscher Maler und Illustrator.

## Leben
Boye Ahrens heiratete 1903 und siedelte um 1910 nach Bremen über.
1951 entwarf Ahrens im Auftrag der in Ostfriesland ansässigen Tee-Import-Firma Onno Behrends zwei Alben und deren Sammelbilder zu Themen von Karl May: Ein Album behandelte Mays Wilden Westen, das andere Mays Schilderungen des Orients. Dafür schuf Boye Ahrens „insgesamt 240 Aquarelle, die sich durch Vermeidung klarer Linien auszeichnen.“ Diese erstaunlich detailreichen Vorlagen wurden beim Druck der Sammelbilder jedoch nur sehr verkleinert wiedergegeben, wobei die Auswahl der Motive und die Druckqualität für das Orient-Album als „künstlerisch deutlich besser gelungen“ angesehen werden.
Bis in die 2000er Jahre waren nur wenige in Privatbesitz befindliche originale Arbeiten von Boye Ahrens bekannt, während zur gleichen Zeit bereits eine intensive Forschung zu seiner Person sowohl an seinem Geburtsort Tating als auch an der Universität Oldenburg stattfand.

## Wissenschaftliche Aufarbeitung und Zeitzeugen-Suche
Um 2009 fanden sich im Tresor der Firma Onno Behrends hunderte, in ausgezeichneter Farbqualität erhaltene handgemalte und kolorierte Originalentwürfe Dahles, deren Digitalisierung die Universitätsbibliothek Oldenburg dann begann. Eine Arbeitsgruppe aus den Oldenburger Wissenschaftlern Klaus Klattenhoff und Friedrich Wißmann und den Universitäts-Bibliothekaren Christian Kühn und Klaus Ritter begann daraufhin gemeinsam mit dem Ostfriesischen Teemuseum und dem Ostfriesischen Landesmuseum mit der Aufarbeitung des vorgefundenen, „regional einmaligen Fundus.“ Zu diesem Zweck veröffentlichte die Carl von Ossietzky Universität Oldenburg eine Pressemitteilung, um so regionale Zeitzeugen zur Geschichte der Onno Behrens-Sammelbilder zu finden „sowie Informationen über den Illustrator und Maler Boye Ahrens sowie über den Autor und Texter Hans-Georg Kortmann“ (siehe Weblinks).

## Werke (Auswahl)
- Nach Canada. Norddeutscher Lloyd Bremen, Bremen, circa 1920
- Joachim Heinrich Campe, Boye Ahrens: Robinson, Norden – Ostfriesland: Behrends, [1934]
- Teeblättchens Abenteuer. Ein Lehrgang über Tee in 120 Bildern, Norden: Behrends, [1936]
- Heinrich Janssen (Text), Boye Ahrens (Bilder): Bilder um Störtebeker. Die abenteuerliche Lebensgeschichte des jungen Hanseaten Gerd Osterling in 120 Bildern, Hrsg.: Onno Behrends, Norden – Ostfriesland, Teeimport und Großvertrieb, Norden: Behrends, [1938]
- Hans-Georg Kortmann, Boye Ahrens: Mit Karl May im Wilden Westen, Eine Erzählung. Seine Abenteuer und Erlebnisse in 120 Bildern (= Winnetou, Band 1), Norden-Ostfriesland, Onno Behrends 1951
- Mit Karl May auf Abenteuern im Wilden Westen (= Winnetou, Band 2), Onno Behrends 1951
  - desgleichen, hrsg. von Kiddy Kaugummi, 1952
- Hans-Georg Kortmann, Boye Ahrens: Karl-May-Orient-Bilder. Seine Abenteuer bei Persern, Türken und Bulgaren, Norden: Behrends, [1951]
- Boye Ahrens, Hansjörg Martin: Teeblättchens große Reise. Eine Geschichte vom Tee in 120 bunten Bildern, Bremen-Lesum: Jöntzen, [1953]